# Петушок (яйцо Фаберже)
Петушок — ювелирное яйцо, одно из императорских пасхальных яиц, изготовленных фирмой Карла Фаберже для русской императорской семьи. Создано в 1900 году по заказу императора Николая II в качестве подарка для его матери, вдовствующей императрицы Марии Фёдоровны. На данный момент входит в состав коллекции фонда Виктора Вексельберга.

## Краткая историческая справка
По сведениям владельца изделия, оно было впервые упомянуто в письме Николая II к матери от 5 апреля 1900 г. В своем сообщении император просил извинений за отсутствие подарка на Пасху, поясняя, что Карл Фаберже не стал высылать яйцо в Москву, так как ожидал возвращения Марии Фёдоровны в Гатчину. В выставленном примерно через год счёте «Петушок» характеризовался как «Пасхальное яйцо фиолетовой эмали, с петухом и часами, 1 плоский бриллиант, 188 роз, 2 рубина». Впоследствии описание, соответствующее этому изделию, фигурировало в описях конфискованных императорских драгоценностей (1917) и в перечне предметов, передаваемых из Кремля в Гохран (1922). Данное яйцо довольно часто меняло хозяев: в общей сложности с 1927 г. оно продавалось не менее 7 раз.

## Внешний вид
Поверхность яйца покрыта фиолетовой эмалью. В его середине установлен циферблат часов, украшенный эмалью и алмазами; обрамление циферблата выполнено в виде золотого лаврового венка с «ягодами» из алмазов и жемчуга. Пространство под циферблатом орнаментировано ажурной сеткой и фруктовой гирляндой. Подставка яйца имеет вид круглого пьедестала с тремя плоскими поддерживающими колонками. В декорировании подставки использованы золото, алмазы и эмаль. В верхней части яйца имеется ажурная крышка и кнопка, служащая для приведения в действие секретного механизма. Имеющиеся клейма свидетельствуют о том, что изделие было изготовлено мастером фирмы Фаберже М. Е. Перхиным с использованием 14-каратного золота. Присутствует также «пробирное клеймо Якова Ляпунова (1899—1903)». По мотивам данного яйца был изготовлен так называемый «Шантеклер Кельха» — одно из семи «яиц Кельха», также входящих в состав коллекции яиц Фаберже.

## Сюрприз
Сюрпризом яйца является петушок с рубиновыми глазами, способный петь, раскрывать клюв и махать крыльями. Движение обеспечивается заводным механизмом. Петушок появляется из-под верхней ажурной крышки изделия либо с наступлением каждого нового часа, либо при нажатии упомянутой выше кнопки. Владелец указывает, что в ряде документов сюрприз ошибочно именовался «кукушкой».